# Cambé
Cambé est une municipalité brésilienne située dans l'État du Paraná.